# Federación de Instituciones de Educación Particular
Die Federación de Instituciones de Educación Particular (FIDE) ist ein Verband privater Bildungseinrichtungen in Chile.
Er wurde 1948 gegründet und ist mit eigener Rechtspersönlichkeit ausgestattet. Der Verband zählt mehr als 600 Mitglieder und ist in 27 regionale Gruppen von Arica bis Magallanes unterteilt. Die Mitgliedschaft der angeschlossenen Bildungseinrichtungen erfolgt auf freiwilliger Basis. Angeschlossen sind sowohl kostenpflichtige Privatschulen als auch subventionierte Einrichtungen, solche der katholischen Kirche, aber auch weltliche und anderen Konfessionen angehörige. Sie werden satzungsmäßig in der FIDE durch den jeweiligen Rektor oder Leiter vertreten. Derzeitiger Vorsitzender der FIDE ist Jesús Triguero.